# Trot monté
Le trot monté est une épreuve de sport hippique qui se court essentiellement en France et en Belgique. Le jockey est assis directement sur un cheval trotteur, qui est sellé. Cette épreuve consiste à atteindre le poteau d'arrivée le premier tout en restant au trot, un galop étant disqualifiant. 
L'épreuve-reine de cette discipline est le Prix de Cornulier.